# HTC Artemis
HTC Artemis，原廠型號HTC P3300，HTC P3301，是台灣宏達電公司所推出的智慧型手機，搭載微軟 Windows Mobile 5，GPS手機，擁有RollR軌跡球滑鼠與360度滾輪設計，方便單手操控。2006年10月於歐洲首度發表。已知客製版本HTC P3300，HTC P3301，Qtek G200，Dopod P800，Dopod P800W，Orange SPV M650，T-Mobile MDA Compact III，O2 Xda Orbit。

## 技術規格
- 處理器：TI OMAP 850 201MHz
- 作業系統：Windows Mobile 5.0 PocketPC Phone Edition
- 記憶體：ROM：128MB，RAM：64MB
- 尺寸：108毫米 X 58毫米 X 16.8毫米
- 重量：130g（含電池）
- 螢幕：QVGA 解析度、2.8吋TFT-LCD平面式觸控感應螢幕
- 網路：GSM/EDGE
- GPS：配備GPS及A-GPS
- 藍牙：2.0 with EDR
- Wi-Fi：IEEE 802.11 b/g
- 相機：200萬畫素相機，支援自動對焦功能
- 電池：1250mAh充電式鋰或鋰聚合物電池

## 外部連結
- HTC P3300 概觀
- HTC P3300 技術規格（页面存档备份，存于）
- HTC P3301 概觀[永久]
- HTC P3301 技術規格[永久]